# اوسک واشینگتن
اوسک واشینگتن (به انگلیسی: Usk) یک منطقهٔ مسکونی در ایالات متحده آمریکا است که در شهرستان پند اورایل، واشینگتن واقع شده‌است. اوسک واشینگتن ۶۲۶٫۰۷ متر بالاتر از سطح دریا واقع شده‌است.